# Miomantis natalica
Miomantis natalica es una especie de mantis de la familia Mantidae.

## Distribución geográfica
Se encuentra en Namibia, Zimbabue y  Natal y Transvaal en (Sudáfrica).